# Suleiman I av Persien
Suleiman I, född 1638, död 29 juli 1694 i Isfahan, regerade i Persien åren 1666–1694, ur den safavidiska dynastin.